# Joan Pau Giné
Joan Pau Giné (Bages, Pirineos Orientales, 1947 - 1993), es, junto a Jordi Barre, el máximo representante de la Nova Cançó de Pirineos Orientales.

## Biografía
Cantautor de Bages, Roussillon, de familia exiliada, con orígenes en La Serra D'Almos, Tarragona, Catalunya.
Se hizo popular en 1976. Su primer LP, Adiu, ça va?, 1978) está formado por 11 temas propios y una adaptación de Le temps des cerises, El tiempo de las cerezas. Dicho disco nos muestra un cantautor humorista y surrealista al mismo tiempo. Después de publicar un segundo disco, Bona nit, cargol o Buenas noches, caracol, falleció en 1993.

## Curiosidades
Gerard Jacquet incorporó un tema de Joan Pau Giné, Taxi boig o Taxi loco, en su primer CD, Jacquet de 1996. Por otra parte, en 1998 Pere Figueres cantó su canción La marinada o La marejada en Arbre o Árbol.

### Obras de Joan Pau Giné
- E.Sabench, G.López i J.P.Giné "Els llibrets d'en Titella", una manera de aprender el dialecto rossellonés Vilalonga d'Aude: Editions du Chiendent (11 llibrets i cassets), 1980.
- "Libro de Joan Pau Giné", canciones Joan Pau Giné, publicado por el autor entre 1978 i 1984. Mecanografiadp, 25 págines. Archivo CeDACC
- "22 cançons amb acords i traducció en francès" de M. L. Flety i J. P. Giné
- "Librito de Joan Pau Giné" publicado por el autor. Mecanografiado, 33 páginas. Archivo M. Valls. Maria Andrea, 13 canciones; Joan Pau Giné, 19 canciones.

## Discografía
- Disc Adiu, ça va? SACEM V 10 057 Editora: Verseau 1978
- Disc i casset Bona nit cargol SACEM 111984 Editora: Verseau 1984
- Records de vida Editora: Ass. Adiu ça Va, 2003 4CD Compilación que contiene los dos primeros álbumes además de muchos otros temas inéditos.

### Obras sobre Joan Pau Giné
- Miquel Pujadó i García Diccionari de la Cançó: D'Els Setze Jutges al Rock Català Barcelona: Enciclopèdia Catalana, 2000. ISBN 84-412-0467-5 (plana 152)

## Videografía
- Albert Noguer, Casset Festival Adiu, ça va?, Homenaje a Joan Pau Giné (Bages, 4 de juny 1994), Arrels, juny 1994,  VHS 180, durada: 2h 50 min